# Gocheok-dong
Gocheok-dong (koreanska: 고척동)  är en stadsdel i stadsdistriktet Guro-gu i Sydkoreas huvudstad Seoul. 

## Indelning
Administrativt är Gocheok-dong indelat i:
| Namn    | Namn               | Yta km² | Invånare 31 dec 2020 |
| ------- | ------------------ | ------- | -------------------- |
| 고척1동 | Gocheok 1(il)-dong | 1,16    | 23 547               |
| 고척2동 | Gocheok 2(i)-dong  | 1,02    | 27 853               |